# Chaetodon dolosus
El Chaetodon dolosus es una especie de pez mariposa marino de la familia Chaetodontidae.
Su nombre más común en inglés es African butterflyfish, o pez mariposa africano. Es una especie generalmente común en su rango de distribución, con poblaciones estables.

## Morfología
Posee la morfología típica de su familia, cuerpo ovalado, cuadrangular con las aletas dorsal y anal extendidas, y comprimido lateralmente. 
La coloración general del cuerpo es blanca, con un patrón de puntos en red recubriendo el cuerpo. Tiene una banda negra que le cubre el ojo. La parte posterior del cuerpo, y de las aletas dorsal y anal, son marrón oscuro negruzco, estando éstas bordeadas en color blanco. La aleta caudal es amarilla. Los juveniles tienen la coloración verde oliva pálido, con hileras verticales de puntitos marrones, y tienen un ocelo en medio de la aleta dorsal.
Tiene 12-13 espinas dorsales, entre 21 y 22 radios blandos dorsales, 3 espinas anales, y 18-19 radios blandos anales. 
Alcanza los 15 cm de largo.

## Hábitat y distribución
Especie asociada a arrecifes. Habita arrecifes profundos mar adentro, tanto rocosos, como coralinos, y áreas de escombros. Normalmente los adultos ocurren en parejas.
Su rango de profundidad está entre 40 y 200 metros, aunque los juveniles se suelen encontrar a 8 m de profundidad.
Se distribuye en aguas tropicales y subtropicales del oeste del océano Índico. Es especie nativa de la isla Channel; Kenia; Mauritius; Mayotte; Mozambique; Reunión; Somalia; Sudáfrica y Tanzania.

## Alimentación
Son omnívoros. Se alimenta de algas y pequeños invertebrados marinos.

## Reproducción
Son dioicos, o de sexos separados, ovíparos, y de fertilización externa. El desove sucede antes del anochecer. Forman parejas durante el ciclo reproductivo, pero no protegen sus huevos y crías después del desove.